# 1998-as sílövő-világbajnokság
Az 1998-as sílövő-világbajnokságon csupán az üldöző valamint a csapatverseny szerepelt, mivel a többi versenyszám része volt a Naganóban megrendezett XVIII. téli olimpiai játékok programjának.
Az üldözőversenyt március 8-án rendezték Szlovéniában, Pokljukában, a csapatversenyt pedig március 15-én, Ausztriában, Hochfilzenben bonyolították le.

## Részt vevő nemzetek
| Egyesült Államok |
| Ausztria         |
| Bulgária         |
| Csehország       |
| Észtország       |
| Fehéroroszország |
| Finnország       |

| Franciaország      |
| Japán              |
| Kanada             |
| Lengyelország      |
| Lettország         |
| Litvánia           |
| Egyesült Királyság |

| Németország |
| Norvégia    |
| Olaszország |
| Oroszország |
| Svájc       |
| Svédország  |
| Szlovákia   |

| Szlovénia |
| Ukrajna   |
| 23 nemzet |

## Éremtáblázat
| Hely     | Nemzet        | Arany | Ezüst | Bronz | Összesen |
| 1.       | Oroszország   | 2     | 0     | 1     | 3        |
| 2.       | Norvégia      | 1     | 2     | 0     | 3        |
| 3.       | Svédország    | 1     | 0     | 0     | 0        |
|          |               |       |       |       |          |
| 4.       | Franciaország | 0     | 1     | 1     | 2        |
| 4.       | Németország   | 0     | 1     | 1     | 2        |
|          |               |       |       |       |          |
| 6.       | Finnország    | 0     | 0     | 1     | 1        |
|          |               |       |       |       |          |
| Összesen | Összesen      | 4     | 4     | 4     | 12       |

## Férfi

### Üldözőverseny
A verseny időpontja: 1998. március 8.
| #     | Versenyző            | Lövőhiba (F+Á+F+Á) | Időeredmény | Hátrány |
| ----- | -------------------- | ------------------ | ----------- | ------- |
| Arany | Vlagyimir Dracsov    | 0+1+1+0            | 36:30.3     |         |
| Ezüst | Ole Einar Bjørndalen | 1+1+0+0            | 36:44.3     | +14.0   |
| Bronz | Raphaël Poirée       | 1+1+0+0            | 37:11.9     | +41.6   |
| 4.    | Sven Fischer         | 2+2+0+1            | 37:13.5     | +43.2   |
| 5.    | Ville Räikkönen      | 1+0+0+0            | 37:13.7     | +43.4   |
| 6.    | Szergej Rozskov      | 0+0+0+0            | 37:36.8     | +1:06.5 |
| 7.    | Ricco Groß           | 1+0+1+0            | 37:39.8     | +1:09.5 |
| 8.    | Frode Andresen       | 1+0+2+0            | 37:43.2     | +1:12.9 |
| 9.    | Ilmārs Bricis        | 2+1+1+0            | 37:44.5     | +1:14.2 |
| 10.   | René Cattarinussi    | 0+1+0+1            | 37:57.7     | +1:27.4 |

### Csapat
A verseny időpontja: 1998. március 15.
| #     | Versenyző                                                                              | Lövőhiba (F+Á) | Időeredmény | Hátrány | #   | Versenyző                                                                               | Lövőhiba (F+Á) | Időeredmény | Hátrány |
| ----- | -------------------------------------------------------------------------------------- | -------------- | ----------- | ------- | --- | --------------------------------------------------------------------------------------- | -------------- | ----------- | ------- |
| Arany | Norvégia · Egil Gjelland · Sylfest Glimsdal · Halvard Hanevold · Ole Einar Bjørndalen  | 0+0 1+1        | 29:17.6     |         | 6.  | Olaszország · Patrick Favre · Hubert Leitgeb · Rene Cattarinussi · Pier Alberto Carrara | 0+2 1+3        | 31:19.9     | +2:02.3 |
| Ezüst | Németország · Ricco Groß · Carsten Heymann · Sven Fischer · Frank Luck                 | 0+0 3+1        | 30:01.3     | +43.7   | 7.  |                                                                                         | ?              | ?           | ?       |
| Bronz | Oroszország · Vlagyimir Dracsov · Alekszej Kobelev · Szergej Rozskov · Viktor Majgurov | 0+1 1+1        | 30:14.0     | +56.4   | 8.  |                                                                                         | ?              | ?           | ?       |
| 4.    | Finnország · Harri Eloranta · Ville Räikkönen · Olli-Pekka Peltola · Paavo Puurunen    | 2+0 2+0        | 30:38.9     | +1:21.3 | 9.  |                                                                                         | ?              | ?           | ?       |
| 5.    | Lengyelország · Wiesław Ziemianin · Jan Ziemianin · Tomasz Sikora · Wojciech Kozub     | 0+0 2+2        | 30:59.9     | +1:42.3 | 10. |                                                                                         | ?              | ?           | ?       |

## Női

### Üldözőverseny
A verseny időpontja: 1998. március 8.
| #     | Versenyző            | Lövőhiba (F+Á+F+Á) | Időeredmény | Hátrány |
| ----- | -------------------- | ------------------ | ----------- | ------- |
| Arany | Magdalena Forsberg   | 0+1+1+0            | 37:58.6     |         |
| Ezüst | Corinne Niogret      | 0+0+1+0            | 39:05.5     | +1:06.9 |
| Bronz | Martina Zellner      | 0+0+0+0            | 39:24.4     | +1:25.8 |
| 4.    | Ekaterina Dafovszka  | 0+1+0+1            | 39:46.0     | +1:47.4 |
| 5.    | Petra Behle          | 0+0+2+0            | 39:55.0     | +1:56.4 |
| 6.    | Ann Elen Skjelbreid  | 0+1+2+2            | 40:22.5     | +2:23.9 |
| 7.    | Christelle Gros      | 1+2+0+1            | 40:24.1     | +2:25.5 |
| 8.    | Alena Zubrilava      | 0+0+1+1            | 40:36.9     | +2:38.3 |
| 9.    | Olena Petrova        | 0+0+0+2            | 40:57.0     | +2:58.4 |
| 10.   | Liv Grete Skjelbreid | 1+1+2+1            | 41:22.9     | +3:24.3 |

### Csapat
A verseny időpontja: 1998. március 15.
| #     | Versenyző                                                                                         | Lövőhiba (F+Á) | Időeredmény | Hátrány | #   | Versenyző                                                                                            | Lövőhiba (F+Á) | Időeredmény | Hátrány |
| ----- | ------------------------------------------------------------------------------------------------- | -------------- | ----------- | ------- | --- | --- | -------------- | ----------- | ------- |
| Arany | Oroszország · Anna Volkova · Olga Romaszko · Szvetlana Ismuratova · Albina Ahatova                | 1+1 2+0        | 30:21.14    |         | 6.  | Fehéroroszország · Natallja Rizsankova · Irina Tananajko · Ljudmila Liszenka · Szvjatlana Paramihina | 0+0 1+2        | 31:23.1     | +1:02.0 |
| Ezüst | Norvégia · Hildegunn Mikkelsplass · Ann Elen Skjelbreid · Anette Sikveland · Liv Grete Skjelbreid | 0+0 2+3        | 30:38.7     | +17.6   | 7.  | | ?              | ?           | ?       |
| Bronz | Finnország · Katja Holanti · Tiina Mikkola · Mari Lampinen · Sanna-Leena Perunka                  | 0+0 1+1        | 31:00.2     | +39.1   | 8.  | Olaszország · Nathalie Santer · Barbara Kostner · Michela Ponza · Siegrid Pallhuber                  | 0+0 0+2        | 31:29.2     | +1:08.1 |
| 4.    | Ukrajna · Olena Petrova · Nyina Lemes · Valentina Cerbe-Neszina · Alena Zubrilava                 | 1+0 3+1        | 31:02.3     | +41.2   | 9.  | | ?              | ?           | ?       |
| 5.    | Franciaország · Anne Briand · Emmanuelle Claret · Delphyne Heymann-Burlet · Corinne Niogret       | 1+0 2+1        | 31:14.4     | +53.3   | 10. | | ?              | ?           | ?       |